# Wadi as-Sanu
Wadi as-Sanu (arab. وادي الصنوع) – wieś w Syrii, w muhafazie Aleppo, w dystrykcie Dżabal Siman. W 2004 roku liczyła 359 mieszkańców.